# Finales NBA 2022
Navigation
Finales 2021 Finales 2023
Les finales NBA 2022 sont la dernière série de matchs de la saison 2021-2022 de la National Basketball Association (NBA) et la conclusion des séries éliminatoires (playoffs) de la saison.
La série se voit affronter le champion de la conférence Ouest, les Warriors de Golden State, de retour en Finales NBA depuis 2019, et le vainqueur de la conférence Est, les Celtics de Boston, de retour en Finales NBA pour la première fois depuis 2010. Les Warriors remportent la série de finale en six matchs, remportant leur 4e titre en 8 ans, et Stephen Curry remporte le titre de MVP des Finales.
Les Warriors avaient l'avantage du terrain à domicile dans la série en raison de leur meilleur bilan lors de la saison régulière. Les Celtics ont remporté le premier match à l'extérieur et sont revenus à Boston avec une égalité 1-1. Ils ont remporté leur premier match à domicile pour prendre une avance de 2-1, mais les Warriors ont remporté les trois matchs suivants pour remporter la série 4-2. Golden State a remporté son premier titre depuis 2018 et le 7e championnat de son histoire. Boston reste donc à égalité avec les Lakers de Los Angeles pour le plus grand nombre de titres dans l’histoire de la ligue avec 17.

## Contexte

### Warriors de Golden State

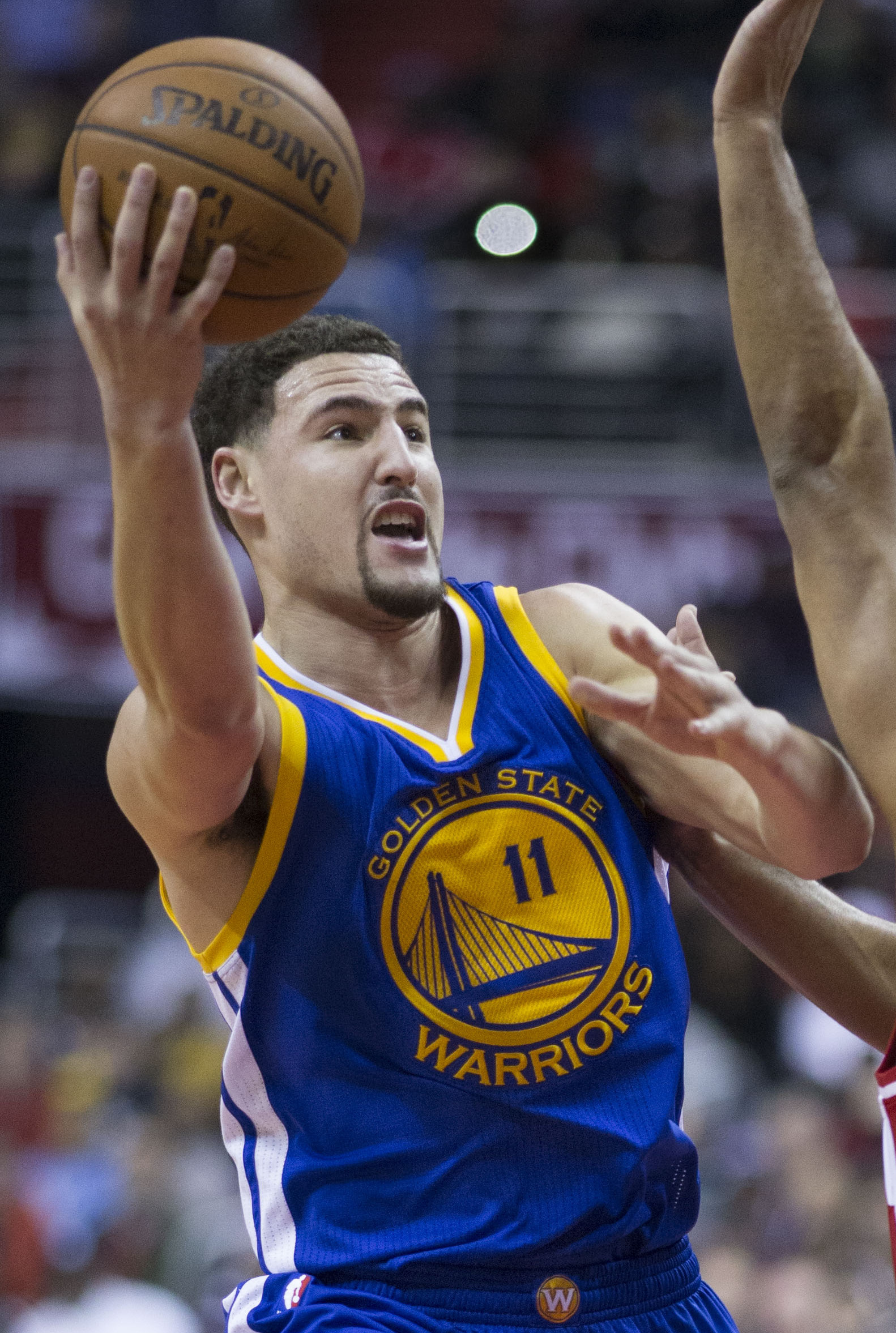
Klay Thompson, de retour après deux saisons d'absence.

Après avoir atteint les Finales NBA pendant cinq saisons consécutives de 2015 à 2019, les Warriors ont été privés de playoffs les deux saisons suivantes, de plus avec la blessure de Klay Thompson sur les deux années consécutives. Lors de la saison 2021-2022, Golden State a commencé la saison en remportant 18 de ses 20 premiers matchs. Stephen Curry est devenu le meilleur marqueur de paniers à trois points en carrière dans l'histoire de la ligue et Thompson est revenu le 9 janvier 2022 pour disputer son premier match NBA après 941 jours d'absence. Andrew Wiggins, acquis par les Warriors en 2020 après six saisons aux Timberwolves du Minnesota, a été nommé All-Star lors de l'édition 2022, devenant le premier choix de draft de l’ère moderne (depuis 1966), à obtenir sa première sélection All-Star à sa huitième saison ou plus tard. Les Warriors ont retrouvé les playoffs pour la première fois en trois ans, terminant à la 3e place de la conférence Ouest.
Lors du premier tour des playoffs, les Warriors ont battu les Nuggets de Denver et le NBA Most Valuable Player 2022, Nikola Jokić, en cinq matchs, avec Curry en rôle de sixième homme sur quatre des cinq matchs après avoir été blessé au pied. Les Warriors ont ensuite éliminé les Grizzlies de Memphis et le NBA Most Improved Player 2022, Ja Morant, en les battant en six matchs. Après avoir battu Luka Dončić et les Mavericks de Dallas en cinq matchs en finale de la conférence, l'équipe des Warriors retrouve le stade des Finales NBA pour la première fois depuis 2019. C'est également leur 6e participation aux finales en huit saisons et la 12e apparition dans l'histoire de la franchise.

### Celtics de Boston

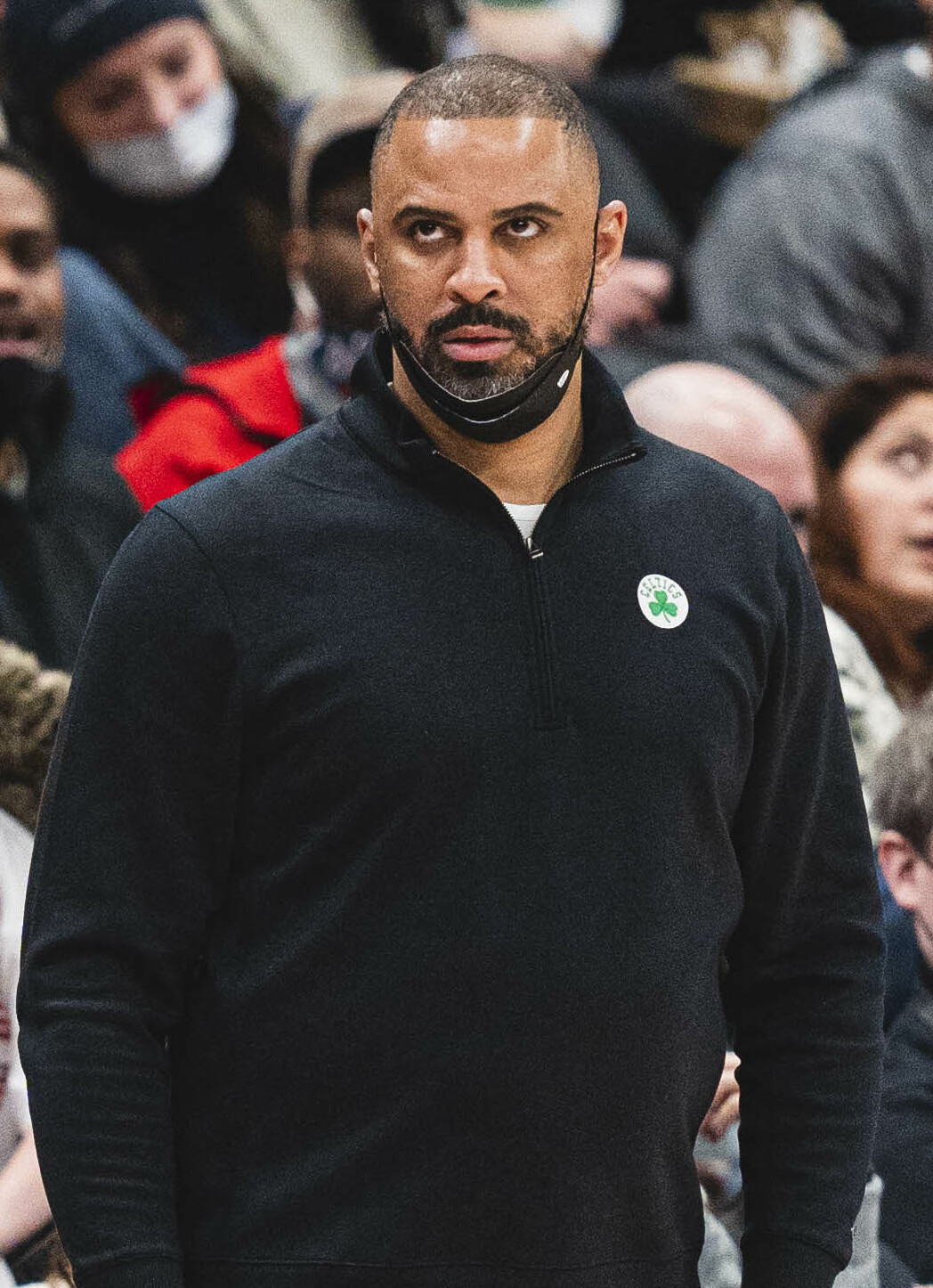
Ime Udoka pour sa première saison avec les Celtics.

Au cours de l’intersaison 2021, les Celtics ont promu l’entraîneur, Brad Stevens, au poste de président des opérations de basket-ball, remplaçant Danny Ainge après qu'il a annoncé son départ à la retraite. Stevens a effectué sa première transaction dans sa nouvelle position en échangeant Kemba Walker en échange d’Al Horford et Moses Brown. Ayant besoin d’un remplaçant pour Stevens, l’entraîneur adjoint des Nets de Brooklyn, Ime Udoka, est choisi pour être le 18e entraîneur en chef de l’histoire des Celtics. Au 29 décembre 2021, les Celtics pointaient à la 10e place de leur conférence avec un bilan de 16 victoires pour 19 défaites, Boston va pourtant terminer très fort la saison régulière en gagnant 35 des 47 matchs restants.
Au premier tour des playoffs, les Celtics ont remporté la série en quatre matchs face aux Nets de Brooklyn, qui étaient annoncés favoris au début de la saison régulière avec Kevin Durant, Kyrie Irving et James Harden dans leur effectif, ce dernier étant transféré en cours de saison aux 76ers de Philadelphie. Les Celtics ont ensuite affronté le joueur le MVP des Finales 2021, Giánnis Antetokoúnmpo, et le champion en titre, les Bucks de Milwaukee, au terme de 7 matchs, après avoir été mené 3-2 dans la série. Après un déficit de 2-1 en finale de la conférence contre le Heat de Miami mené par Jimmy Butler, les Celtics ont gagné en sept matchs, atteignant les Finales NBA pour la première fois depuis 2010 et pour la 22e fois de leur histoire. Jayson Tatum remporte le nouveau titre de MVP des finales de conférence Est et Al Horford connait pour la première fois de sa carrière, à 35 ans, les Finales NBA après 141 matchs de playoffs disputés.

## Lieux des Finales
Les deux salles pour le tournoi ces finales sont : le Chase Center de San Francisco et le TD Garden de Boston.
| Warriors de Golden State | \| San Francisco Boston \| | Celtics de Boston |
| Chase Center             | \| San Francisco Boston \| | TD Garden         |
| Capacité: 18 064         | \| San Francisco Boston \| | Capacité: 19 156  |
| Chase Center             | \| San Francisco Boston \| | TD Garden         |
| San Francisco Boston     |                            |                   |

## Résumé de la saison

### Parcours comparés vers les finales NBA
| Conférence Ouest | Conférence Ouest                    | Conférence Ouest | Conférence Ouest | Conférence Ouest | Conférence Ouest | Conférence Ouest | Conférence Ouest |
| No               | Franchise                           | Vic.             | Def.             | MJ               | V/D              | GB               |                  |
| ---------------- | ----------------------------------- | ---------------- | ---------------- | ---------------- | ---------------- | ---------------- | ---------------- |
| 1                | z - Suns de Phoenix                 | 64               | 18               | 82               | .780             | –                |                  |
| 2                | y - Grizzlies de Memphis            | 56               | 26               | 82               | .683             | 8                |                  |
| 3                | x - Warriors de Golden State        | 53               | 29               | 82               | .646             | 11               |                  |
| 4                | x - Mavericks de Dallas             | 52               | 30               | 82               | .634             | 12               |                  |
| 5                | y - Jazz de l'Utah                  | 49               | 33               | 82               | .598             | 15               |                  |
| 6                | x - Nuggets de Denver               | 48               | 34               | 82               | .585             | 16               |                  |
|                  |                                     |                  |                  |                  |                  |                  |                  |
| 7                | x - Timberwolves du Minnesota       | 46               | 36               | 82               | .561             | 18               |                  |
| 8                | pi - Clippers de Los Angeles        | 42               | 40               | 82               | .512             | 22               |                  |
| 9                | x - Pelicans de La Nouvelle-Orléans | 36               | 46               | 82               | .439             | 28               |                  |
| 10               | pi - Spurs de San Antonio           | 34               | 48               | 82               | .415             | 30               |                  |
|                  |                                     |                  |                  |                  |                  |                  |                  |
| 11               | o - Lakers de Los Angeles           | 33               | 49               | 82               | .402             | 31               |                  |
| 12               | o - Kings de Sacramento             | 30               | 52               | 82               | .366             | 34               |                  |
| 13               | o - Trail Blazers de Portland       | 27               | 55               | 82               | .329             | 37               |                  |
| 14               | o - Thunder d'Oklahoma City         | 24               | 58               | 82               | .293             | 40               |                  |
| 15               | o - Rockets de Houston              | 20               | 62               | 82               | .244             | 44               |                  |

| Conférence Est | Conférence Est              | Conférence Est | Conférence Est | Conférence Est | Conférence Est | Conférence Est | Conférence Est |
| No             | Franchise                   | Vic.           | Déf.           | MJ             | V/D            | GB             |                |
| -------------- | --------------------------- | -------------- | -------------- | -------------- | -------------- | -------------- | -------------- |
| 1              | c - Heat de Miami           | 53             | 29             | 82             | .646           | –              |                |
| 2              | y - Celtics de Boston       | 51             | 31             | 82             | .622           | 2              |                |
| 3              | y - Bucks de Milwaukee      | 51             | 31             | 82             | .622           | 2              |                |
| 4              | x - 76ers de Philadelphie   | 51             | 31             | 82             | .622           | 2              |                |
| 5              | x - Raptors de Toronto      | 48             | 34             | 82             | .585           | 5              |                |
| 6              | x - Bulls de Chicago        | 46             | 36             | 82             | .561           | 7              |                |
|                |                             |                |                |                |                |                |                |
| 7              | x - Nets de Brooklyn        | 44             | 38             | 82             | .537           | 9              |                |
| 8              | pi - Cavaliers de Cleveland | 44             | 38             | 82             | .537           | 9              |                |
| 9              | x - Hawks d'Atlanta         | 43             | 39             | 82             | .524           | 10             |                |
| 10             | pi - Hornets de Charlotte   | 43             | 39             | 82             | .524           | 10             |                |
|                |                             |                |                |                |                |                |                |
| 11             | o - Knicks de New York      | 37             | 45             | 82             | .451           | 16             |                |
| 12             | o - Wizards de Washington   | 35             | 47             | 82             | .427           | 18             |                |
| 13             | o - Pacers de l'Indiana     | 25             | 57             | 82             | .305           | 28             |                |
| 14             | o - Pistons de Détroit      | 23             | 59             | 82             | .280           | 30             |                |
| 15             | o - Magic d'Orlando         | 22             | 60             | 82             | .268           | 31             |                |

## Matchs des Finales

### Match 1
| 2 juin 2022 21h00 EDT | Rapport | Celtics de Boston 120, Warriors de Golden State 108 | Celtics de Boston 120, Warriors de Golden State 108 | Celtics de Boston 120, Warriors de Golden State 108   |  | Chase Center, San Francisco, Californie Affluence : 18 064 Arbitres : Marc Davis, John Goble, James Williams | ABC |
| 2 juin 2022 21h00 EDT | Rapport | Score par quart-temps : 28-32, 28-22, 24-38, 40-16  |                                                     |                                                       |  | Chase Center, San Francisco, Californie Affluence : 18 064 Arbitres : Marc Davis, John Goble, James Williams | ABC |
| 2 juin 2022 21h00 EDT | Rapport | Score par mi-temps : 56-54, 64-54                   |                                                     |                                                       |  | Chase Center, San Francisco, Californie Affluence : 18 064 Arbitres : Marc Davis, John Goble, James Williams | ABC |
| 2 juin 2022 21h00 EDT | Rapport | Al Horford, 26 Jaylen Brown, 7 Jayson Tatum, 13     | Points Rebonds Passes d.                            | Stephen Curry, 34 Draymond Green, 11 Trois joueurs, 5 |  | Chase Center, San Francisco, Californie Affluence : 18 064 Arbitres : Marc Davis, John Goble, James Williams | ABC |
| 2 juin 2022 21h00 EDT | Rapport | Boston mène la série 1 à 0.                         |                                                     |                                                       |  | Chase Center, San Francisco, Californie Affluence : 18 064 Arbitres : Marc Davis, John Goble, James Williams | ABC |

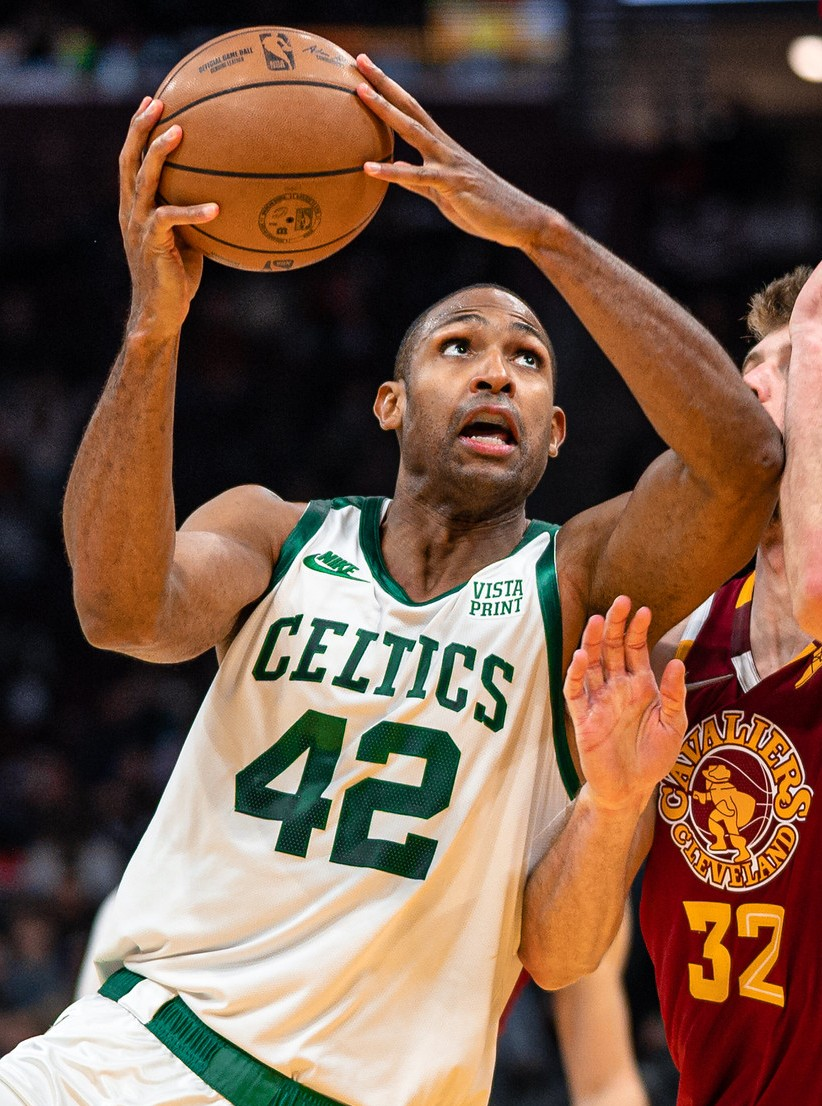
Al Horford, participant à ses premières Finales NBA.

Pour cette série de Finales NBA, aucun joueur des Celtics n'a joué un seul match de Finales NBA, tandis que les Warriors comptabilisent 123 apparitions combinées. Après avoir disputé un total de 141 matchs en playoffs, sans participer aux Finales NBA, Al Horford a contribué au premier match de la série pour Boston avec 26 points, notamment en inscrivant 8 points d'affilée pour donner un avantage à son équipe dans le quatrième quart-temps, dans une période où les Celtics ont dominé les Warriors 40 à 16. Jaylen Brown a également contribué à une série de 17-0, inscrivant 10 de ses 24 points dans le dernier quart-temps. Jayson Tatum a réalisé une performance au tir médiocre, n'inscrivant que 3 tirs sur 17 tentatives, et marquant 12 points, mais il a terminé avec 13 passes décisives, le plus grand nombre jamais enregistré pour un joueur pour un premier match de finale. Les quatre autres titulaires de Boston ont réussi 30 tirs sur 50 (soit un pourcentage de 60%) dans le match, ainsi que 12 tirs à trois points sur 23 (52%), avec une réussite de leurs sept premiers paniers à trois points dans le dernier quart-temps. Marcus Smart a ajouté 18 points, et Derrick White marque 21 points dans le rôle de sixième homme, en sortie de banc.
Côté Warriors, Stephen Curry a réalisé un excellent début de match, inscrivant 21 points avec 6 paniers à trois points dans le premier quart-temps, un record dans un quart-temps de finale. De plus, les 21 points sont les plus élevés dans un seul quart-temps depuis les 22 points de Michael Jordan du quatrième quart-temps du match 4 des Finales 1993. Cependant, Curry a eu des difficultés pour le reste du match, tirant à 5 sur 16 dans les trois derniers quarts-temps alors que les Warriors menaient 92-80 avant d’entrer dans le quatrième quart-temps. Bien qu’il ait capté 11 rebonds, Draymond Green n’a réussi que 2 tirs sur 12 tentatives dont un 0 sur 3 aux lancers-francs, et il est exclu à une minute de la fin du match.
Le come-back des Celtics est la plus grosse remontée au score en Finales NBA après trois quarts-temps, depuis que les Bulls de Chicago ont remonté un déficit de 15 points pour battre les Trail Blazers de Portland dans le match 6 des Finales 1992. Cette victoire porte le bilan des Celtics à 8-2 à l'extérieur sur ces playoffs, tandis que les Warriors perdent leur premier match à domicile sur ces playoffs. Les deux équipes ont également combiné un total de 40 tirs à trois points inscrits, le total le plus élevé dans un match de finale, dépassant le record précédent de 35 inscrits en 2017.

### Match 2
| 5 juin 2022 20h00 EDT | Rapport | Celtics de Boston 88, Warriors de Golden State 107 | Celtics de Boston 88, Warriors de Golden State 107 | Celtics de Boston 88, Warriors de Golden State 107  |  | Chase Center, San Francisco, Californie Affluence : 18 064 Arbitres : Zach Zarba, Tony Brothers, Josh Tiven | ABC |
| 5 juin 2022 20h00 EDT | Rapport | Score par quart-temps : 30-31, 20-21, 14-35, 24-20 |                                                    |                                                     |  | Chase Center, San Francisco, Californie Affluence : 18 064 Arbitres : Zach Zarba, Tony Brothers, Josh Tiven | ABC |
| 5 juin 2022 20h00 EDT | Rapport | Score par mi-temps : 50-52, 38-55                  |                                                    |                                                     |  | Chase Center, San Francisco, Californie Affluence : 18 064 Arbitres : Zach Zarba, Tony Brothers, Josh Tiven | ABC |
| 5 juin 2022 20h00 EDT | Rapport | Jayson Tatum, 28 Al Horford, 8 Marcus Smart, 5     | Points Rebonds Passes d.                           | Stephen Curry, 29 Kevon Looney, 7 Draymond Green, 7 |  | Chase Center, San Francisco, Californie Affluence : 18 064 Arbitres : Zach Zarba, Tony Brothers, Josh Tiven | ABC |
| 5 juin 2022 20h00 EDT | Rapport | Égalité dans la série 1 à 1.                       |                                                    |                                                     |  | Chase Center, San Francisco, Californie Affluence : 18 064 Arbitres : Zach Zarba, Tony Brothers, Josh Tiven | ABC |

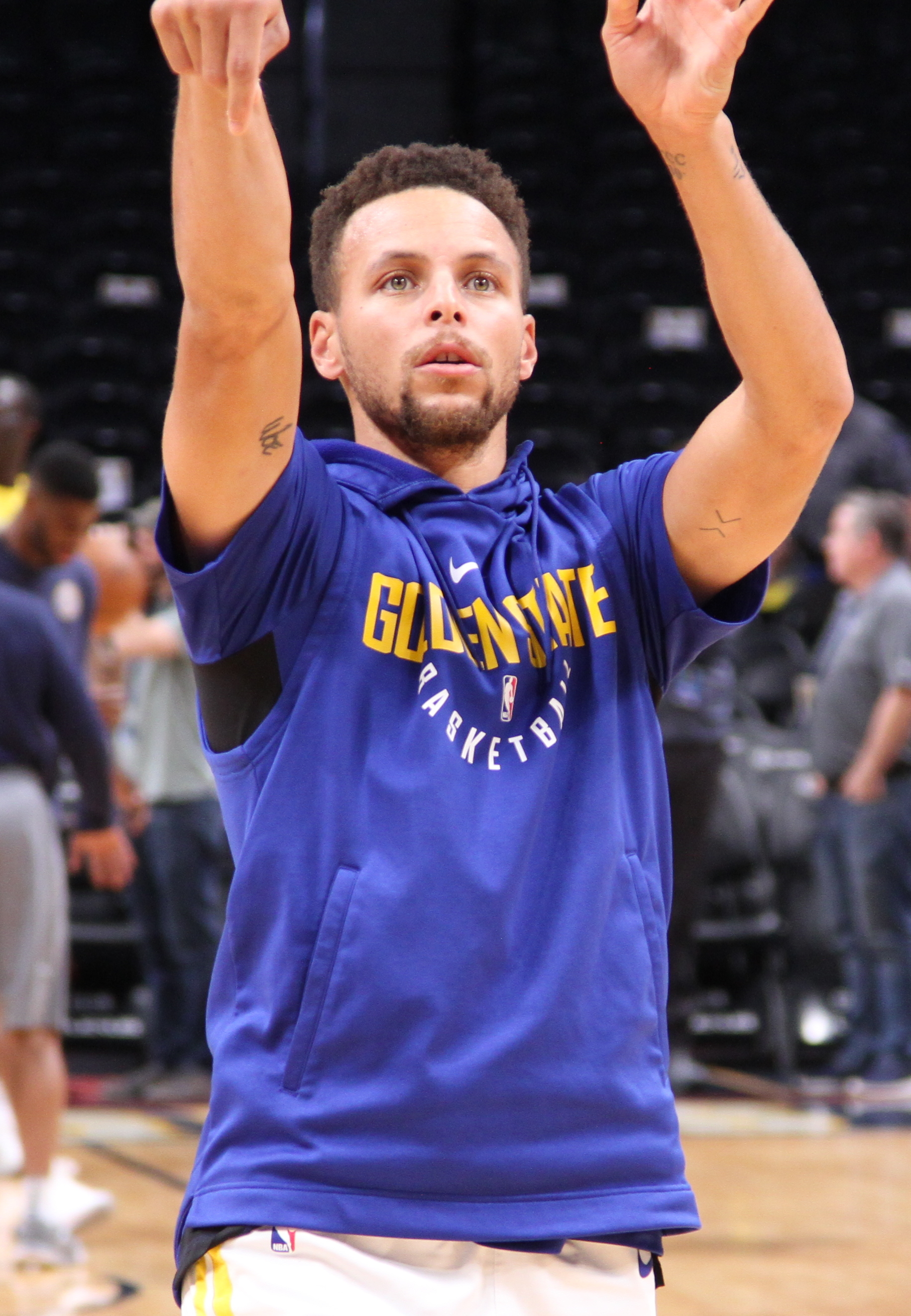
Stephen Curry inscrit 29 points sur le second match de la série.

Stephen Curry a inscrit 29 points et Golden State domine Boston dans le troisième quart-temps, 35-14, pour revenir à égalité dans la série avec une victoire 107-88. Jordan Poole marque 17 points pour Golden State, y compris un tir à 3 points à une distance de 12 m, juste après le milieu du terrain, avec seulement quelques secondes à jouer dans le troisième quart-temps, ce qui leur donne une avance de 23 points. Boston a commis 19 pertes de balles, que les Warriors ont convertis en 33 points.
Draymond Green a inscrit neuf points, pris cinq rebonds et délivré sept passes décisives pour Golden State, mais a marqué le match par son agressivité en défense et son jeu physique. Il a forcé un entre-deux sur Al Horford dès 13 secondes de jeu, et il était le défenseur principal sur Jaylen Brown, le tenant à 5 sur 17 au tir. Jayson Tatum s'est montré plus adroit dans ce match, inscrivant 21 points dans la première mi-temps du match 2 à 7 sur 16 au tir. Brown a ajouté 15 points en première mi-temps, mais Boston était toujours à deux points de retard à la mi-temps. Dans le troisième quart-temps, Tatum ne tire qu'à deux reprises, même s’il a joué l'ensemble des 12 minutes. Horford ne marque que deux points sur quatre tentatives de tir dans le match après avoir marqué 26 points dans le premier match. Les Celtics n’ont inscrit que 37,5% de leurs tirs dans le match, marquant le moins de points depuis le 29 décembre.
Andre Iguodala des Warriors a manqué le match à cause d’une inflammation du genou droit. Son coéquipier Gary Payton II, qui revient pour son premier match depuis sa fracture du coude, il y a un mois, lors de leur série contre les Grizzlies de Memphis, a marqué sept points en 25 minutes.

### Match 3
| 8 juin 2022 21h00 EDT | Rapport | Warriors de Golden State 100, Celtics de Boston 116 | Warriors de Golden State 100, Celtics de Boston 116 | Warriors de Golden State 100, Celtics de Boston 116      |  | TD Garden, Boston, Massachusetts Affluence : 19 156 Arbitres : Scott Foster, David Guthrie, Courtney Kirkland | ABC |
| 8 juin 2022 21h00 EDT | Rapport | Score par quart-temps : 22-33, 34-35, 33-25, 11-23  |                                                     |                                                          |  | TD Garden, Boston, Massachusetts Affluence : 19 156 Arbitres : Scott Foster, David Guthrie, Courtney Kirkland | ABC |
| 8 juin 2022 21h00 EDT | Rapport | Score par mi-temps : 56-68, 44-48                   |                                                     |                                                          |  | TD Garden, Boston, Massachusetts Affluence : 19 156 Arbitres : Scott Foster, David Guthrie, Courtney Kirkland | ABC |
| 8 juin 2022 21h00 EDT | Rapport | Stephen Curry, 31 Wiggins, Looney, 7 Otto Porter, 4 | Points Rebonds Passes d.                            | Jaylen Brown, 27 Robert Williams III, 10 Jayson Tatum, 9 |  | TD Garden, Boston, Massachusetts Affluence : 19 156 Arbitres : Scott Foster, David Guthrie, Courtney Kirkland | ABC |
| 8 juin 2022 21h00 EDT | Rapport | Boston mène la série 2 à 1.                         |                                                     |                                                          |  | TD Garden, Boston, Massachusetts Affluence : 19 156 Arbitres : Scott Foster, David Guthrie, Courtney Kirkland | ABC |

Jaylen Brown a marqué 27 points et Jayson Tatum 26 points dans une victoire 116-100 à Boston pour prendre une avance de 2-1 dans la série. Les Celtics ont pris la tête avec 18 points d'avance en première mi-temps, mais Golden State a encore rebondi dans le troisième quart-temps, devançant Boston 33-25 derrière les 15 points de Stephen Curry. Les Warriors prennent brièvement la tête à 83-82, mais les Celtics remontent à 93-89 à la fin de la période. Les Celtics formaient l’équipe la plus physique, inscrivant le double de points dans la raquette avec 52 points inscrits contre 26 encaissés. De plus les Celtics ont capté 47 rebonds contre 31 concédés aux Warriors. Robert Williams III de Boston a pris 10 rebonds et réalisé quatre des sept contres de l’équipe.
Curry termine avec 31 points et six paniers à trois points et Thompson a ajouté 25 points dont 5 paniers longue distance. Green a réalisé une performance de deux points, quatre rebonds et trois passes décisives avant d'être exclu pour la deuxième fois dans la série. Curry subi une blessure fin du quatrième quart-temps lorsqu'Al Horford retombe sur sa jambe alors que tous deux se jetaient sur le ballon. Green a reçu sa sixième et ultime faute, qui l’a exclu du match, lorsqu’il a poussé un joueur des Celtics de la masse de joueurs entassés au sol ; Green a dit que Curry hurlait de douleur au sol au moment de l'attroupement. Le lendemain, Curry était confiant sur le fait de jouer le prochain match et que la blessure n'était pas aussi grave que celle qui l’a tenu à l’écart pour les 12 derniers matchs de la saison régulière, lorsque Marcus Smart était tombé sur son pied quand ils sont allés se jeter sur un ballon.

### Match 4
| 10 juin 2022 21h00 EDT | Rapport | Warriors de Golden State 107, Celtics de Boston 97     | Warriors de Golden State 107, Celtics de Boston 97 | Warriors de Golden State 107, Celtics de Boston 97       |  | TD Garden, Boston, Massachusetts Affluence : 19 156 Arbitres : James Capers, Kane Fitzgerald, Eric Lewis | ABC |
| 10 juin 2022 21h00 EDT | Rapport | Score par quart-temps : 27-28, 22-26, 30-24, 28-19     |                                                    |                                                          |  | TD Garden, Boston, Massachusetts Affluence : 19 156 Arbitres : James Capers, Kane Fitzgerald, Eric Lewis | ABC |
| 10 juin 2022 21h00 EDT | Rapport | Score par mi-temps : 49-54, 58-43                      |                                                    |                                                          |  | TD Garden, Boston, Massachusetts Affluence : 19 156 Arbitres : James Capers, Kane Fitzgerald, Eric Lewis | ABC |
| 10 juin 2022 21h00 EDT | Rapport | Stephen Curry, 43 Andrew Wiggins, 16 Draymond Green, 8 | Points Rebonds Passes d.                           | Jayson Tatum, 23 Robert Williams III, 12 Jayson Tatum, 6 |  | TD Garden, Boston, Massachusetts Affluence : 19 156 Arbitres : James Capers, Kane Fitzgerald, Eric Lewis | ABC |
| 10 juin 2022 21h00 EDT | Rapport | Égalité dans la série 2 à 2.                           |                                                    |                                                          |  | TD Garden, Boston, Massachusetts Affluence : 19 156 Arbitres : James Capers, Kane Fitzgerald, Eric Lewis | ABC |

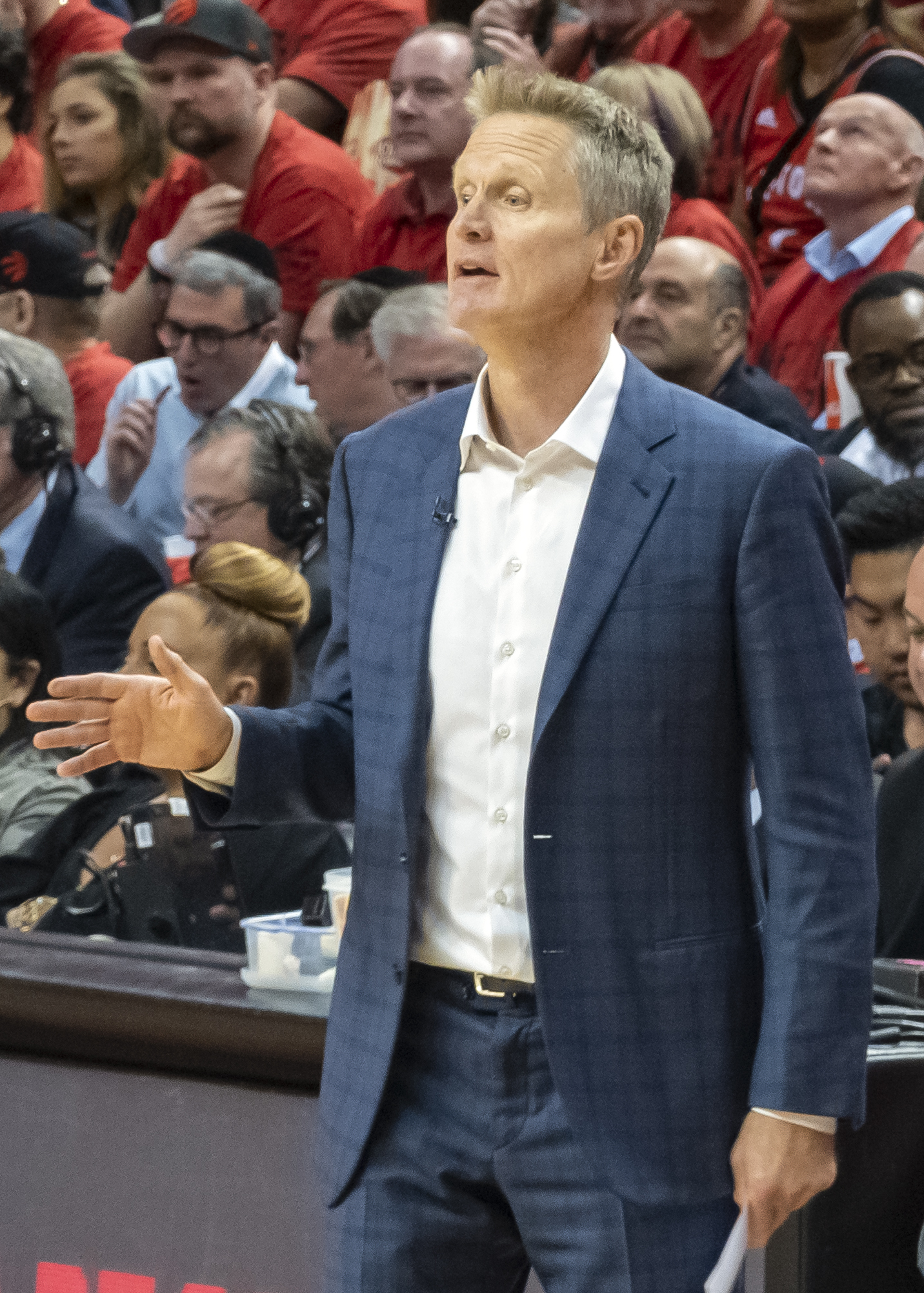
Steve Kerr, entraîneur des Warriors de Golden State, en quête d'une neuvième bague de champion, carrières de joueur et d'entraîneurs confondues.

Stephen Curry a inscrit 43 points et a capté 10 rebonds dans une victoire 107-97 pour revenir à égalité dans la série à 2-2. Il inscrit deux paniers lors d’une série de 10-0 pour les Warriors dans le quatrième quart-temps, transformant un avantage de quatre points de Boston en une avance de six points pour Golden State. Il a joué 41 minutes et a marqué 14 de ses 26 tirs dans le match, y compris 7 paniers à trois points. Andrew Wiggins a réalisé une performance de 17 points et 16 rebonds, un record en carrière.
Golden State a changé son cinq majeur, remplaçant Kevon Looney par Otto Porter Jr. Curry et Jayson Tatum, des Celtics, ont chacun marqué 12 points dans le premier quart-temps, qui s’est terminé avec une avance de 28-27 pour Boston. Brown a marqué 10 points au second quart-temps, donnant aux Celtics une avance de 54-49 à la mi-temps. Curry a marqué 14 points dans le troisième quart-temps, portant son total à 33 à l'entame du dernier quart-temps. Les équipes étaient à égalité à huit minutes de la fin du match. Boston menait 94-90 avec cinq minutes restantes. Golden State enchaîne alors avec un 17-3 pour mettre fin à la partie, Curry à lui seul inscrivant 10 points.
Curry est devenu le troisième joueur des Warriors à inscrire au moins 40 points et prendre 10 rebonds dans un match de finale, rejoignant Rick Barry (1967) et Kevin Durant (2018). Il a également rejoint Michael Jordan et LeBron James comme les seuls joueurs de 34 ans ou plus à inscrire 40 points ou plus dans un match de Finales NBA. Draymond Green a marqué deux points mais a ajouté neuf rebonds, huit passes décisives et quatre interceptions. L’entraîneur principal de Golden State, Steve Kerr, l’a mis sur le banc pendant une partie de la find e match, tandis que Looney est resté sur le terrain pour sa capacité au rebond, avec un total de 11 rebonds en 28 minutes et un ratio de +21 pour son équipe lorsqu'il joue. Avec ses difficultés offensives, Green alternait les possessions offensives et défensives avec Jordan Poole. Tatum a terminé avec 23 points et 11 rebonds, mais il n’a inscrit qu’un panier en jouant tout le quatrième quart-temps. Jaylen Brown a marqué 21 points et Robert Williams III a capté 12 rebonds pour les Celtics.

### Match 5
| 13 juin 2022 21h00 EDT | Rapport | Celtics de Boston 94, Warriors de Golden State 104 | Celtics de Boston 94, Warriors de Golden State 104 | Celtics de Boston 94, Warriors de Golden State 104     |  | Chase Center, San Francisco, Californie Affluence : 18 064 Arbitres : Marc Davis, Tony Brothers, Josh Tiven | ABC |
| 13 juin 2022 21h00 EDT | Rapport | Score par quart-temps : 16-27, 23-24, 35-24, 20-29 |                                                    |                                                        |  | Chase Center, San Francisco, Californie Affluence : 18 064 Arbitres : Marc Davis, Tony Brothers, Josh Tiven | ABC |
| 13 juin 2022 21h00 EDT | Rapport | Score par mi-temps : 39-51, 55-53                  |                                                    |                                                        |  | Chase Center, San Francisco, Californie Affluence : 18 064 Arbitres : Marc Davis, Tony Brothers, Josh Tiven | ABC |
| 13 juin 2022 21h00 EDT | Rapport | Jayson Tatum, 27 Jayson Tatum, 10 Tatum, Brown, 4  | Points Rebonds Passes d.                           | Andrew Wiggins, 26 Andrew Wiggins, 13 Stephen Curry, 8 |  | Chase Center, San Francisco, Californie Affluence : 18 064 Arbitres : Marc Davis, Tony Brothers, Josh Tiven | ABC |
| 13 juin 2022 21h00 EDT | Rapport | Golden State mène la série 3 à 2.                  |                                                    |                                                        |  | Chase Center, San Francisco, Californie Affluence : 18 064 Arbitres : Marc Davis, Tony Brothers, Josh Tiven | ABC |

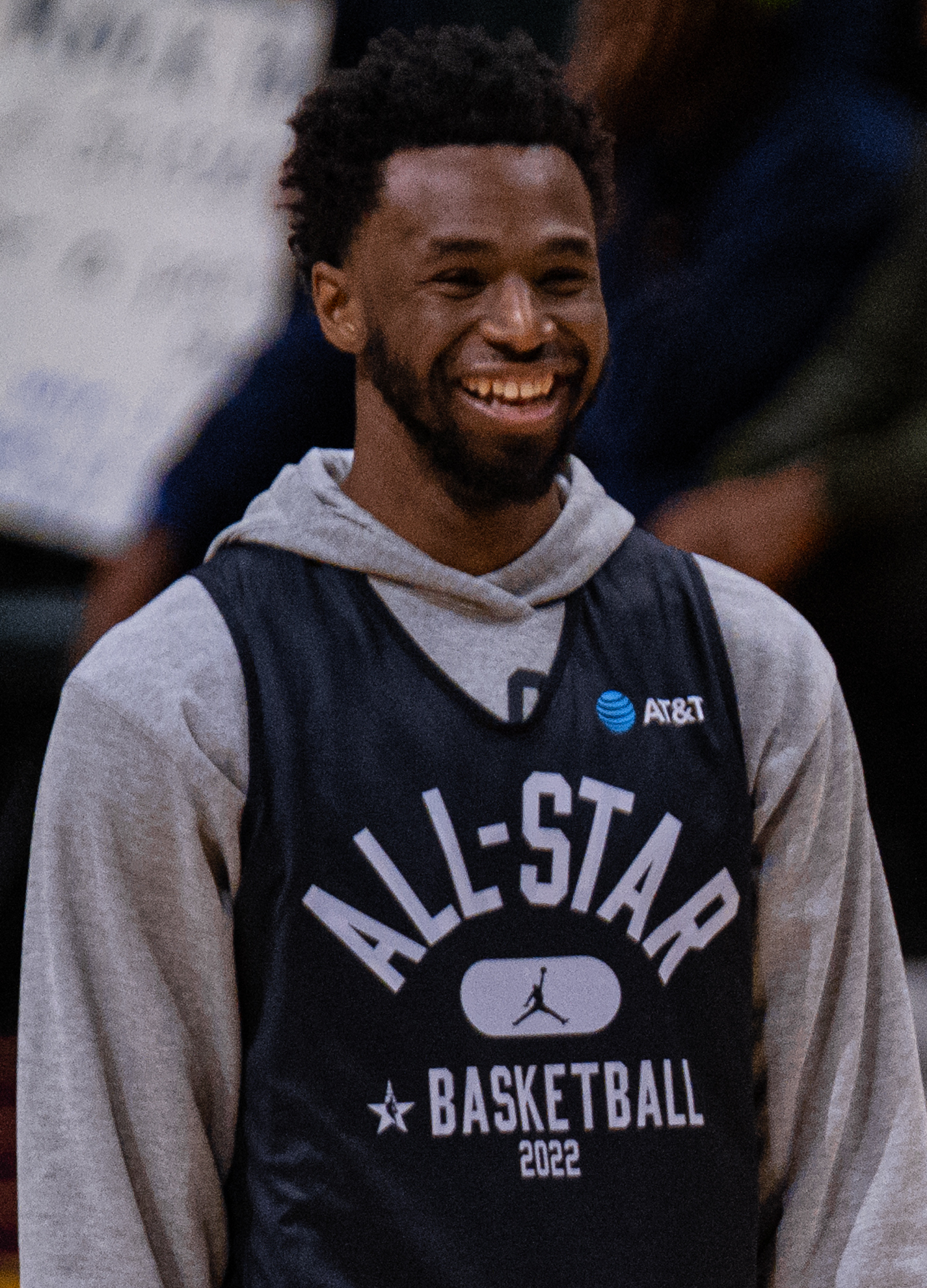
Andrew Wiggins participe à ses premières Finales NBA.

Andrew Wiggins réalise une performance de 26 points et 13 rebonds pour mener Golden State à une victoire de 104-94, les amenant à une victoire du titre NBA. Klay Thompson a ajouté 21 points pour aider les Warriors à surmonter une nuit sans réussite pour Stephen Curry, qui a inscrit 16 points et délivré 8 passes décisives, sans inscrire un seul panier à trois points. Boston a été plus agressif en doublant Curry au-delà de la ligne des 3 points. Avant le match 5, il possédait des records de 38 matchs consécutifs avec plus d'un panier à trois points inscrit, 132 matchs de playoffs avec au moins un panier à trois points, et 233 matchs consécutifs avec un panier à trois points en saison régulière et playoffs combinées. Jayson Tatum a obtenu 27 points et 10 rebonds pour les Celtics, qui ont perdu deux matchs consécutifs pour la première fois dans ces playoffs.
Les Warriors ont mené jusqu’à 16 points dans le premier quart-temps. Wiggins possédait 16 points et 7 rebonds à la mi-temps, et Draymond Green plus énergique avec 8 points après avoir totalisé seulement 17 points dans les quatre premiers matchs. Tatum avait 13 points et 8 rebonds pour garder Boston dans le match. Après la pause, les Celtics ont marqué les 10 premiers points de la deuxième mi-temps et ont pris les devants après une série de 19-4. Ils ont inscrits huit paniers à trois points de suite après avoir raté leurs 12 premiers du match, tandis que Golden State ratait ses huit premières tentatives en deuxième période. Jordan Poole marque un panier à trois points de 10 mètres au buzzer du troisième quart-temps, donnant aux Warriors une avance de 75-74 pour entrer dans le quatrième.
Thompson a inscrit 7 de ses 14 tirs et a marqué 5 paniers à trois points. Les Warriors ont eu une réussite de 9 sur 40 sur leurs trois points, dont un 0 sur 6 de Wiggins. Green, qui est exclu à 3 minutes de la fin, est sorti avec huit points, huit rebonds et sept passes décisives. Golden State a obtenu de belles performances des joueurs en sortie avec 15 points de Gary Payton II et 14 points de Poole. Boston a tiré à 11 sur 32 à trois points, mais Jaylen Brown n'en inscrit aucun sur 5 tentatives à trois points et 18 tirs au total, terminant la rencontre avec 18 points. Robert Williams III a obtenu 10 points et huit rebonds.

### Match 6
| 16 juin 2022 21h00 EDT | Rapport | Warriors de Golden State 103, Celtics de Boston 90                             | Warriors de Golden State 103, Celtics de Boston 90 | Warriors de Golden State 103, Celtics de Boston 90 |  | TD Garden, Boston, Massachusetts Affluence : 19 156 Arbitres : Zach Zarba, David Guthrie, John Goble | ABC |
| 16 juin 2022 21h00 EDT | Rapport | Score par quart-temps : 27-22, 27-17, 22-27, 27-24                             |                                                    |                                                    |  | TD Garden, Boston, Massachusetts Affluence : 19 156 Arbitres : Zach Zarba, David Guthrie, John Goble | ABC |
| 16 juin 2022 21h00 EDT | Rapport | Score par mi-temps : 54-39, 49-51                                              |                                                    |                                                    |  | TD Garden, Boston, Massachusetts Affluence : 19 156 Arbitres : Zach Zarba, David Guthrie, John Goble | ABC |
| 16 juin 2022 21h00 EDT | Rapport | Stephen Curry, 34 Draymond Green, 12 Draymond Green, 8                         | Points Rebonds Passes d.                           | Jaylen Brown, 34 Al Horford, 14 Marcus Smart, 9    |  | TD Garden, Boston, Massachusetts Affluence : 19 156 Arbitres : Zach Zarba, David Guthrie, John Goble | ABC |
| 16 juin 2022 21h00 EDT | Rapport | Golden State remporte la série 4 à 2. Stephen Curry est nommé MVP des Finales. |                                                    |                                                    |  | TD Garden, Boston, Massachusetts Affluence : 19 156 Arbitres : Zach Zarba, David Guthrie, John Goble | ABC |

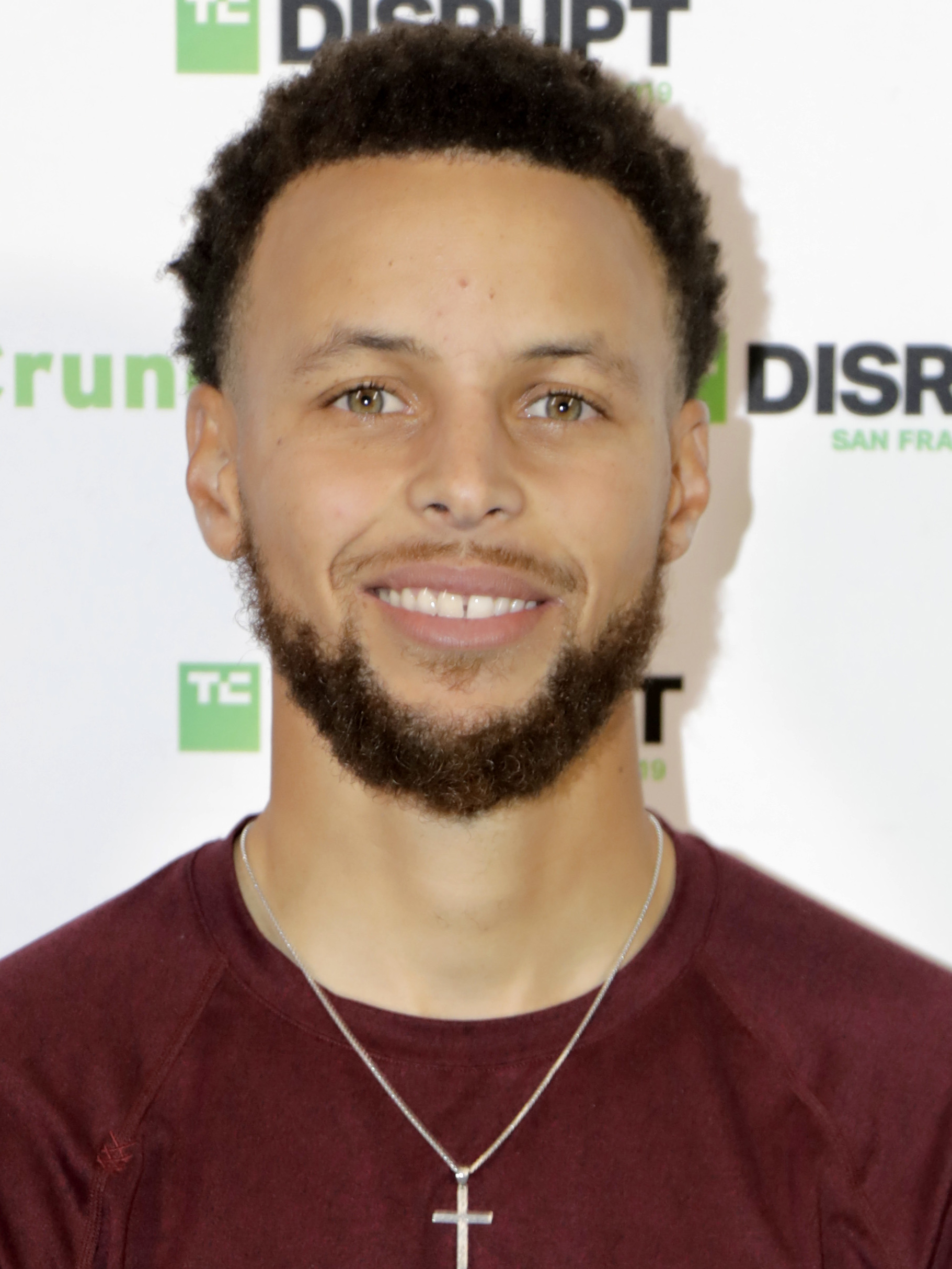
Stephen Curry est élu MVP des Finales, enregistrant 31,2 points de moyenne sur la série de Finales NBA.

En amont du match, Golden State était sur trois défaites consécutives en matchs de clôture à l'extérieur et les Celtics avaient remporté leurs trois matchs face à l’élimination directe. Boston prend une avance de 14-2 dès le début du match, mais l'équipe n’inscrit qu’un seul panier dans les trois dernières minutes du premier quart-temps, et Golden State a mené 27-22 à la fin du premier quart-temps. Les Warriors ont forcé 12 pertes de balles en première mi-temps et ont réalisé une série de 21-0 pour prendre une avance de 54-39 à la mi-temps. La série de 21-0 est la plus longue de l’histoire moderne des finales. Ils ont augmenté leur avance à 22 points, avant que les Celtics ne se retrouvent à 76-66 après trois quarts-temps. Golden State a maintenu son avance tout au long du quatrième quart-temps pour remporter le match 103-90 pour remporter son quatrième titre NBA en huit saisons. C’était la deuxième fois qu’une équipe remporte un titre NBA à l'extérieur dans la salle de Boston, l’autre étant les Lakers de Los Angeles en 1985.
Stephen Curry a marqué 34 points dans le match, tirant à 12 sur 21 et 6 sur 11 à trois points, et a ajouté sept rebonds, sept passes décisives et deux interceptions. Il est élu MVP des Finales pour la première fois de sa carrière, choisi à l’unanimité après avoir obtenu en moyenne 31,2 points, 6,0 rebonds et 5,0 passes décisives dans la série. Il a inscrit 30 points ou plus sur trois matchs consécutifs à Boston, le premier joueur à le faire en playoffs depuis LeBron James en 2017. Draymond Green a marqué 12 points, captant 12 rebonds, enregistrant huit passes décisives avec deux interceptions et deux contres. Il a également inscrit deux paniers à trois points après avoir raté ses 12 premières tentatives de la série. Pour l’entraîneur en chef, Steve Kerr, il remporte son neuvième titre au total, après en avoir remporté cinq en tant que joueur. Il est devenu le sixième entraîneur de l'histoire de la NBA à remporter quatre titres, rejoignant Phil Jackson, Red Auerbach, John Kundla, Gregg Popovich et Pat Riley. Les Warriors sont également devenus la première équipe à passer du pire bilan de la NBA (2019-2020) à un titre en trois saisons.
Jaylen Brown a mené les Celtics avec 34 points, mais Jayson Tatum a terminé avec seulement 13 points, tirant seulement à 6 sur 18 dans le match. Le banc des Celtics a également obtenu de mauvais résultats, n'inscrivant que cinq points entre Derrick White, Grant Williams et Payton Pritchard. Boston a également perdu 22 ballons durant le match, menant leur bilan à 1-8 en playoffs dès que l'équipe perd 16 ballons ou plus dans un match. Tatum établit un record historique avec 100 ballons perdus en une seule campagne de playoffs. La défaite des Celtics fait chuter leur bilan en Finales NBA à 17-5, restant à égalité avec les Lakers, l'équipe ayant remporté le plus de titres dans l'histoire de la ligue.

## Statistiques individuelles

### Warriors de Golden State
| Joueur                | MJ | MC | MPG  | FG%   | 3P%   | FT%   | RPG | APG | SPG | BPG | PPG  |
| --------------------- | -- | -- | ---- | ----- | ----- | ----- | --- | --- | --- | --- | ---- |
| Nemanja Bjelica       | 5  | 0  | 5.8  | 50.0% | 50.0  | 0.0%  | 1.6 | 0.2 | 0.4 | 0.0 | 1.8  |
| Stephen Curry         | 6  | 6  | 37.5 | 48.2% | 43.7% | 85.7% | 6.0 | 5.0 | 2.0 | 0.2 | 31.2 |
| Draymond Green        | 6  | 6  | 36.2 | 33.3% | 12.5% | 58.3% | 8.0 | 6.2 | 1.7 | 0.7 | 6.2  |
| Andre Iguodala        | 4  | 0  | 4.8  | 75.0% | 100%  | 0.0%  | 0.0 | 1.3 | 0.0 | 0.0 | 1.8  |
| Jonathan Kuminga      | 4  | 0  | 2.0  | 0.0%  | 0.0%  | 0.0%  | 0.3 | 0.0 | 0.0 | 0.0 | 0.0  |
| Damion Lee            | 4  | 0  | 2.0  | 0.0%  | 0.0%  | 0.0%  | 0.0 | 0.0 | 0.0 | 0.0 | 0.0  |
| Kevon Looney          | 6  | 3  | 21.7 | 63.6% | 0.0%  | 100%  | 7.5 | 2.7 | 0.7 | 0.8 | 5.0  |
| Moses Moody           | 4  | 0  | 2.8  | 100%  | 0.0%  | 0.0%  | 0.0 | 0.0 | 0.0 | 0.3 | 0.5  |
| Gary Payton II        | 5  | 0  | 18.6 | 59.1% | 28.6% | 70.0% | 3.2 | 1.4 | 1.6 | 0.4 | 7.0  |
| Jordan Poole          | 6  | 0  | 20.8 | 43.5% | 38.5% | 90.9% | 1.8 | 1.8 | 0.5 | 0.2 | 13.2 |
| Otto Porter           | 6  | 3  | 17.0 | 58.8% | 56.3% | 100%  | 2.0 | 1.0 | 1.0 | 0.2 | 5.2  |
| Klay Thompson         | 6  | 6  | 38.3 | 35.6% | 35.1% | 100%  | 3.0 | 2.0 | 1.3 | 0.5 | 17.0 |
| Juan Toscano-Anderson | 4  | 0  | 2.0  | 0.0%  | 0.0%  | 0.0%  | 0.5 | 0.8 | 0.0 | 0.0 | 0.0  |
| Andrew Wiggins        | 6  | 6  | 39.2 | 44.6% | 29.7% | 69.2% | 8.8 | 2.2 | 1.5 | 1.5 | 18.3 |

### Celtics de Boston
| Joueur              | MJ | MC | MPG  | FG%   | 3P%   | FT%   | RPG | APG | SPG | BPG | PPG  |
| ------------------- | -- | -- | ---- | ----- | ----- | ----- | --- | --- | --- | --- | ---- |
| Jaylen Brown        | 6  | 6  | 38.8 | 43.1% | 34.0% | 80.6% | 7.3 | 3.7 | 0.8 | 0.3 | 23.5 |
| Malik Fitts         | 3  | 0  | 2.0  | 100%  | 100%  | 0.0%  | 0.0 | 0.0 | 0.0 | 0.0 | 1.0  |
| Sam Hauser          | 5  | 0  | 2.2  | 33.3% | 50.0% | 0.0%  | 0.0 | 0.4 | 0.0 | 0.0 | 0.6  |
| Al Horford          | 6  | 6  | 31.8 | 60.5% | 62.5% | 67.7% | 8.5 | 2.8 | 0.7 | 0.7 | 12.5 |
| Luke Kornet         | 3  | 0  | 2.0  | 100%  | 100%  | 0.0%  | 0.7 | 0.3 | 0.0 | 0.0 | 1.7  |
| Juwan Morgan        | 4  | 0  | 1.3  | 0.0%  | 0.0%  | 0.0%  | 0.3 | 0.0 | 0.0 | 0.0 | 0.0  |
| Aaron Nesmith       | 5  | 0  | 3.2  | 33.3% | 0.0%  | 75.0% | 0.8 | 0.4 | 0.2 | 0.0 | 1.4  |
| Payton Pritchard    | 6  | 0  | 11.2 | 30.0% | 21.4% | 50.0% | 2.2 | 1.0 | 0.2 | 0.0 | 2.7  |
| Marcus Smart        | 6  | 6  | 35.5 | 43.0% | 41.2% | 75.0% | 4.5 | 5.0 | 1.5 | 0.0 | 15.2 |
| Nik Stauskas        | 5  | 0  | 1.8  | 25.0% | 25.0% | 0.0%  | 0.6 | 0.2 | 0.0 | 0.0 | 0.6  |
| Jayson Tatum        | 6  | 6  | 40.7 | 36.7% | 45.5% | 65.6% | 6.8 | 7.0 | 1.2 | 0.7 | 21.5 |
| Daniel Theis        | 2  | 0  | 10.0 | 50.0% | 50.0% | 0.0%  | 2.5 | 0.5 | 0.0 | 1.0 | 1.5  |
| Derrick White       | 6  | 0  | 26.5 | 32.7% | 40.0% | 92.9% | 1.5 | 2.2 | 0.7 | 0.5 | 9.8  |
| Grant Williams      | 6  | 0  | 17.0 | 52.9% | 30.0% | 66.7% | 2.3 | 1.0 | 0.2 | 0.7 | 4.2  |
| Robert Williams III | 6  | 6  | 26.3 | 76.9% | 0.0%  | 83.3% | 7.5 | 1.5 | 0.8 | 2.8 | 7.5  |